# Clay Banks
Clay Banks è un comune degli Stati Uniti, situato in Wisconsin, nella Contea di Door.